# Algadefe
Algadefe – gmina w Hiszpanii, w prowincji León, w Kastylii i León, o powierzchni 15,33 km². W 2011 roku gmina liczyła 303 mieszkańców.